# Tympanota erecta
Tympanota erecta là một loài bướm đêm trong họ Geometridae.